# Sosokan
Sosokan is een bestuurslaag in het regentschap Musi Rawas van de provincie Zuid-Sumatra, Indonesië. Sosokan telt 1030 inwoners (volkstelling 2010).